# Wojciech Dybel
Wojciech Dybel (* 3. Juni 1982) ist ein ehemaliger  polnischer Radrennfahrer.
Wojciech Dybel wurde 2004 Etappenzweiter beim Giro delle Regioni und Dritter beim Gran Premio Industrie del Marmo. In der Saison 2005 fuhr er für das japanische Continental Team Nippo. 2006 gewann Dybel das italienische Eintagesrennen Gran Premio Inda. 2007 wurde er Dritter beim Gran Premio San Giuseppe. 2008 gewann er den Trofeo Franco Balestra sowie eine Etappe von An Post Rás. 2010 beendete er seine Radsportlaufbahn.

## Erfolge
2006
- Gran Premio Inda

2008
- Trofeo Franco Balestra
- eine Etappe An Post Rás

## Teams
- 2005 Team Nippo
- 2009 Mróz Continental Team